# Queen II
Queen II ist das zweite Studioalbum der britischen Rockgruppe Queen. Es erschien 1974 und enthält ihren ersten Hit Seven Seas of Rhye.

## Erscheinungsdaten und Chartplatzierungen
Queen II erschien
- in Großbritannien am 8. März 1974; es war 29 Wochen in den britischen Charts und erreichte Platz 5;
- in den USA am 9. April 1974; es befand sich 13 Wochen in den US-Charts, die höchste Platzierung war Rang 49.

Am 5. September 1974 erhielt die Band ihre erste Silberne Schallplatte für 125.000 in Großbritannien verkaufte Exemplare von Queen II. Später erreichte das Album sowohl in ihrem Heimatland als auch in den USA Gold-Status.
Bereits im Herbst des gleichen Jahres erschien das dritte Album Sheer Heart Attack.
Die im November 1991 in den USA veröffentlichte CD-Neuauflage (Hollywood Records, digital remastered von Eddy Schreyer) enthält 3 Bonus-Tracks: See What a Fool I’ve Been (Single-B-Seite); Ogre Battle (1991 Bonus Remix von Nicholas Sansano); Seven Seas of Rhye (1991 Bonus Remix von Freddy Bastone).

## Titelliste
| Seite          | Track | Songtitel                        | Länge | Autor   | Leadgesang | Produzenten            | BBC 3. Dezember 1973 | BBC 3. April 1974 |
| -------------- | ----- | -------------------------------- | ----- | ------- | ---------- | ---------------------- | -------------------- | ----------------- |
| 1 (Side White) | 1     | Procession                       | 1:11  | May     | -          | Baker und Queen        |                      |                   |
| 1 (Side White) | 2     | Father to Son                    | 6:11  | May     | Mercury    | Baker und Queen        |                      |                   |
| 1 (Side White) | 3     | White Queen (As It Began)        | 4:31  | May     | Mercury    | Baker und Queen        |                      | 4:46              |
| 1 (Side White) | 4     | Some Day One Day                 | 4:21  | May     | May        | Baker und Queen        |                      |                   |
| 1 (Side White) | 5     | The Loser in the End             | 4:02  | Taylor  | Taylor     | Baker und Queen        |                      |                   |
| 2 (Side Black) | 6     | Ogre Battle                      | 4:06  | Mercury | Mercury    | Baker und Queen        | (3:56)               |                   |
| 2 (Side Black) | 7     | The Fairy Feller’s Master-Stroke | 2:31  | Mercury | Mercury    | Baker und Queen        |                      |                   |
| 2 (Side Black) | 8     | Nevermore                        | 1:24  | Mercury | Mercury    | Cable und Queen        |                      | 1:26              |
| 2 (Side Black) | 9     | The March of the Black Queen     | 6:33  | Mercury | Mercury    | Baker, Cable und Queen |                      |                   |
| 2 (Side Black) | 10    | Funny How Love Is                | 2:46  | Mercury | Mercury    | Cable und Queen        |                      |                   |
| 2 (Side Black) | 11    | Seven Seas of Rhye               | 2:46  | Mercury | Mercury    | Baker und Queen        |                      |                   |

Auf einigen CDs weichen die Angaben über die Länge mancher Stücke erheblich von den oben genannten Zahlen ab, weil für die Berechnung falsche Beginn- beziehungsweise End-Zeitpunkte der (ineinander übergehenden) Songs herangezogen wurden.
Als B-Seite der Single Seven Seas of Rhye wurde See What a Fool I’ve Been (geschrieben von May, gesungen von Mercury) veröffentlicht. Produziert wurde das Album von Roy Thomas Baker, Robin Geoffrey Cable und Queen; Toningenieur war Mike Stone.

## Allgemeines
Im August 1973 begannen die Aufnahmen für das zweite Album Queen II, das schließlich im März 1974 acht Monate nach dem ersten Album Queen erschien. Zuvor hatte es mit dem Plattencover Probleme gegeben, das einen kleinen Rechtschreibfehler enthielt. Dann war die Ölkrise gekommen, deren Auswirkungen das Erscheinen des Albums abermals verzögert hatten.
Queen II kann als Konzeptalbum angesehen werden. Es weist eine hohe formale Geschlossenheit durch nahtlose Übergänge zwischen den meisten Stücken (1-2-3, 6-7-8, 9-10) auf. Vier Titel von Seite I stammen von Brian May, der fünfte von Roger Taylor, auf Seite II befinden sich ausschließlich Titel von Freddie Mercury, die sich durch rasche Wechsel zwischen schnellen, nervösen Rhythmen und ruhigeren Abschnitten auszeichnen.
Prägend für das Album ist der orchestrale und singende Gitarrensound von Brian May. Da er Klänge erzeugte, die ohne Effektgerät oder Synthesizer nur schwer zu erzeugen sind, so wird auch in diesem Album betont: “… and nobody played the synthesizer … again”. („Und wieder spielte niemand Synthesizer”). Stellenweise erinnert das Album an einige Vorbilder von Queen, Led Zeppelin und The Who, zum Beispiel in Father to Son. Hier basiert aber der definierende Ton auf der übersteuerten Gitarre.
Entsprechend dem Gitarrensound sind auch die Backing Vocals als vielstimmige Gesänge ausgelegt. Die Gesangspartien von Freddie Mercury und Roger Taylor erreichen zum Teil extreme Höhen.
Nicht zuletzt aufgrund der hohen Komplexität vieler Titel wurden nur vergleichsweise wenige Titel des Albums auch live umgesetzt: Father to Son, White Queen (As It Began), Ogre Battle, ein kurzer Ausschnitt aus The March of the Black Queen, The Fairy Feller's Master-Stroke, Seven Seas of Rhye (erhältlich u. a. auf dem Album Live at Wembley ’86), sowie See What a Fool I’ve Been.